# (2144) Marietta
(2144) Marietta es un asteroide perteneciente al cinturón de asteroides, de la familia asteroidal de Coronis, descubierto el 18 de enero de 1975 por la astrónoma soviética Liudmila Chernyj desde el Observatorio Astrofísico de Crimea (República de Crimea, Rusia).

## Designación y nombre
Designado provisionalmente como 1975 BC1. Fue nombrado en homenaje al escritor soviético Marietta Shaginyan.